# Менипп Гадарский
Мени́пп Гада́рский (др.-греч. Μένιππος, 2-я пол. III в. до н. э.) — философ
-киник, известный сатирик. Родом из Гадары (Иордания). По рассказу Диогена Лаэртского, Менипп был рабом. Купив фиванское гражданство, он стал ростовщиком и сильно разбогател, а разорившись, покончил жизнь самоубийством.
Лукиан ставит Мениппа как философа в один ряд с Антисфеном, Диогеном и Кратетом. Произведения Мениппа не сохранились и известны только по античным свидетельствам, пересказам и подражаниям (Лукиан, Варрон, Петроний), Диоген Лаэртский перечисляет тринадцать принадлежащих ему произведений. Словарь Суда приписывает Мениппу также комедии. Афиней приводит отрывки из двух сочинений Мениппа: Συμποσιον — «Пирушка» и Αρκεσιλαος — «Аркесилай».
В своих произведениях Менипп широко использовал фантастические реалии (путешествия в подземное царство, полет на небо), посредством которых высмеивал своих противников и их философские школы. Сатира Мениппа часто шуточна по форме, но серьёзна по содержанию. За умение соединять философские суждения с фольклорными мотивами, за умение «говорить о серьёзном легко и с юмором» Менипп получил прозвище «серьёзно-смешной».
По имени Мениппа называются сатирические жанры — «мениппова сатира» и «мениппея» — первые образцы литературной формы, известной как прозиметр.

## Легенды
Менипп будто бы занимался суточными ссудами (за что даже получил прозвище): ссужал деньги корабельщикам, брал страховку и накопил большое богатство; но стал жертвой злоумышленников, был ограблен, после чего впал в отчаянье и повесился. В связи с такой недостойной киника смертью Диоген Лаэртский написал о нём такие строки:
Раб финикийский, пес лаконской выучки,

Прослывший поделом менялой суточным, —

Вот пред тобою Менипп;

Но в Фивах вором дочиста ограбленный,

И о собачьем позабыв терпении,

Дух испустил он в петле.